# Philipp Bargfrede
Philipp Bargfrede (Zeven, 3 maart 1989) is een Duits voormalig betaald voetballer die doorgaans speelde als middenvelder. Tussen 2007 en 2024 was hij actief voor Werder Bremen II, Werder Bremen en Heeslinger SC.

## Clubcarrière
Bargfrede begon met voetballen in de jeugd van TuS Heeslingen. In 2004 werd hij opgenomen in de jeugdopleiding van Werder Bremen. Bargfrede speelde vanaf 2008 voor het tweede elftal van Werder, Werder Bremen II, dat op dat moment actief was in de Regionalliga Nord. In het seizoen 2008-09 schoof hij door naar het eerste elftal van de Noord-Duitsers. Daarvoor debuteerde Bargfrede op 8 augustus 2009 in een met 2–3 verloren competitiewedstrijd thuis tegen Eintracht Frankfurt, waarin hij in de 74e minuut inviel voor Tim Borowski. In 2010 bereikte Bargfrede de finale van de DFB-Pokal met Werder Bremen, waarin met 0–4 werd verloren van Bayern München. In het voorjaar van 2018 verlengde Werder Bremen het contract van Bargfrede voor onbepaalde tijd, waarmee hij ook na zijn actieve carrière bij de club mocht blijven. Medio 2020 verliet hij de club, na elf seizoenen in het eerste elftal en in totaal zestien jaar bij Werder Bremen. Na zijn afscheid kwam hij eind 2021 weer terug, om in het tweede elftal te gaan spelen. Medio 2022 ging hij ook als trainer aan de slag. Medio 2023 stapte Bargfrede over naar Heeslinger SC. Na een jaar vertrok hij hier om op vijfendertigjarige leeftijd een punt te zetten achter zijn actieve loopbaan.

## Clubstatistieken
| Seizoen | Club          | Competitie | Competitie | Competitie | Beker | Beker | Internationaal | Internationaal | Totaal | Totaal |
| Seizoen | Club          | Competitie | Wed.       | Dlp.       | Wed.  | Dlp.  | Wed.           | Dlp.           | Wed.   | Dlp.   |
| ------- | ------------- | ---------- | ---------- | ---------- | ----- | ----- | -------------- | -------------- | ------ | ------ |
| 2009/10 | Werder Bremen | Bundesliga | 23         | 0          | 5     | 0     | 7              | 0              | 35     | 0      |
| 2010/11 | Werder Bremen | Bundesliga | 28         | 0          | 2     | 0     | 8              | 0              | 38     | 0      |
| 2011/12 | Werder Bremen | Bundesliga | 23         | 0          | 1     | 0     | —              | —              | 24     | 0      |
| 2012/13 | Werder Bremen | Bundesliga | 13         | 0          | 1     | 0     | —              | —              | 14     | 0      |
| 2013/14 | Werder Bremen | Bundesliga | 20         | 3          | 0     | 0     | —              | —              | 20     | 3      |
| 2014/15 | Werder Bremen | Bundesliga | 16         | 1          | 0     | 0     | —              | —              | 16     | 1      |
| 2015/16 | Werder Bremen | Bundesliga | 14         | 0          | 3     | 0     | —              | —              | 17     | 0      |
| 2016/17 | Werder Bremen | Bundesliga | 11         | 1          | 0     | 0     | —              | —              | 11     | 1      |
| 2017/18 | Werder Bremen | Bundesliga | 27         | 1          | 3     | 1     | —              | —              | 30     | 2      |
| 2018/19 | Werder Bremen | Bundesliga | 15         | 0          | 2     | 1     | —              | —              | 17     | 1      |
| 2019/20 | Werder Bremen | Bundesliga | 15         | 0          | 2     | 0     | —              | —              | 17     | 0      |
| 2020/21 | Werder Bremen | Bundesliga | 1          | 0          | 1     | 0     | —              | —              | 2      | 0      |
| Totaal  | Totaal        | Totaal     | 206        | 6          | 20    | 2     | 15             | 0              | 241    | 8      |

## Trivia
Bargfredes vader, Hans-Jürgen Bargfrede, speelde in de Bundesliga voor FC St. Pauli.